# Kootenai Falls

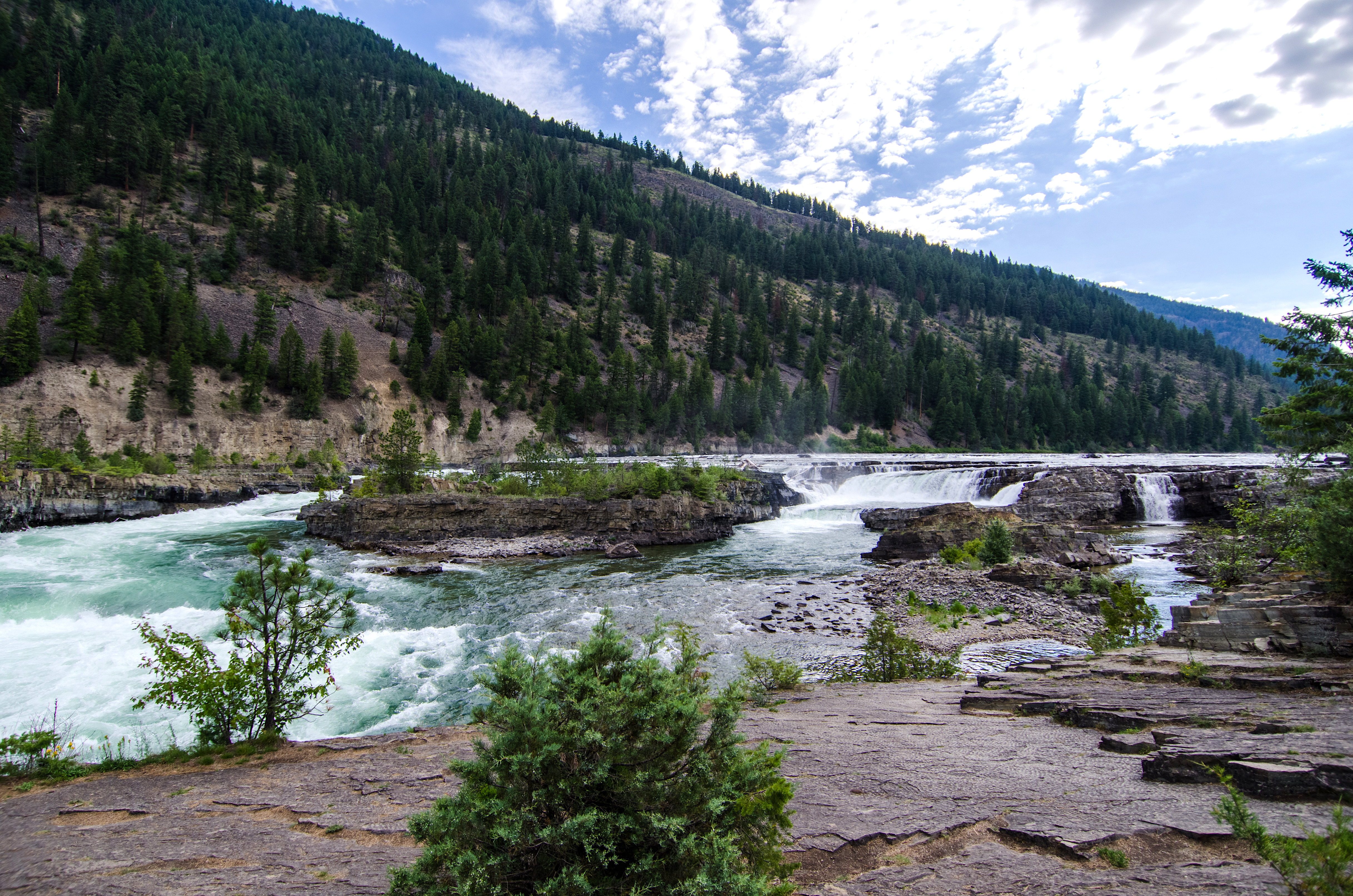
Kootenai Falls

Kootenai Falls – święte miejsce północnoamerykańskich Indian, wodospady na rzece Kootenai w stanie Montana. 
Dla Indian z plemienia Kootenai z Montany, Idaho i Kolumbii Brytyjskiej jest to miejsce tradycyjnych pielgrzymek, modlitw, ceremonii, poszukiwania wizji i składania ofiar, wykorzystywane od czasów przed europejską kolonizacją Ameryki Północnej.
Ocalone decyzją władz w czerwcu 1987 roku, odmawiającą wydania siedmiu lokalnym spółkom elektrycznym zgody na budowę zapory i elektrowni wodnej planowanej na wodospadach. Jedno z wielu odwiedzanych od wieków, a obecnie zagrożonych zniszczeniem i profanacją, świętych miejsc tubylczych ludów Ameryki.